# Bataille de Batibo
Crise anglophone au Cameroun
Batailles
- Batibo
- Menka
- Ekona Mbenge
- Ndop
- Wum
- Nkwen
- Opération Free Bafut
- Opération Bamenda Clean
- Opération Bui Clean
- Bamessing
- Njitapon
- Bambui
- Kumbo

- Ekondo-Titi
- Course de l'espoir
- Nkambé

- Ngarbuh
- Kumba
- Mautu
- Ekondo-Titi
- Obonyi II
- Missong
- Akwaya
- Bakinjaw
- Bamenda
- Egbekaw
- Bamenyam

La bataille de Batibo a lieu le 3 mars 2018 lors de la crise anglophone au Cameroun. 

## Déroulement
Alors que les circonstances de la bataille restent floues, des rapports affirment que des séparatistes avaient tendu une embuscade à des soldats qui célébraient la récente reprise de la plupart des villages de Batibo. Alors que le nombre de victimes des deux côtés reste incertain, des informations circulant sur les réseaux sociaux affirment que 70 soldats et des centaines de séparatistes sont morts dans la bataille.
Ces chiffres de victimes éclipsent de loin les chiffres officiels de l'époque. Deux mois après la bataille, les autorités reconnaissent avoir perdu 44 soldats et policiers depuis le début du conflit dont au moins 22 sont morts en février et mai.

## Conséquences
Le maire de Batibo, Frederick Tanjoh, déclare que si le nombre de victimes était élevé, des témoins affirment avoir vu un blindé militaire transporter un camion de cadavres, aucune information n'est délivrée par les autorités.
Après la bataille, des rafles ont lieu dans des villages de Batibo. Les villages de Gurissen, Kwana et Tinto (Sud-Ouest) sont incendiés par des auteurs inconnus, tandis que les villages de Kugwe, Effa, Kuruku, Ambo et Angie sont complètement abandonnées. Au total plus de 4 000 personnes fuient leurs maisons à la suite de la bataille, dont des Fons qui abandonnent leur palais.